# Mateu Morey
Mateu Jaume Morey Bauzà (født 2. marts 2000) er en spansk professionel fodboldspiller, som spiller for La Liga-klubben Mallorca.

## Klubkarriere

### Borussia Dortmund
Efter at have spillet for flere lokale hold på hans hjemø Mallorca, så skiftede Morey til Barcelonas La Masia-akademi 2015. Morey spillede for Barcelonas undgoms- og reservehold frem til 2019, hvor han ikke kunne blive enig om en ny kontrakt med klubben. Efter at have forladt Barcelona, skiftede Morey til Borussia Dortmund den 1. juli 2019. Han spillede her først for klubbens reservehold, Borussia Dortmund II.
Morey fik sin førsteholdsdebut den 31. maj 2020 i en kamp imod Paderborn. Han fik sin Champions League den 4. november 2020 i en kamp imod Club Brugge.
Morey led en seriøs knæskade den 1. maj 2021 i en DFB-pokal kamp imod Holstein Kiel. Skaden endte med at betyde, at Morey måtte side ude i 2,5 sæsoner, og han vendte først tilbage den 9. februar 2024, da han blev skiftet ind i en kamp imod Freiburg.

### Mallorca
Morey skiftede i juli 2024 til RCD Mallorca på en fri transfer efter hans kontrakt med Dortmund havde udløbet. Han vendte hermed tilbage til klubben, hvor han tidligere havde tilbragt et år som ungdomsspiller.

## Landsholdskarriere
Morey har repræsenteret Spanien på flere ungdomsniveauer. Han var del af Spaniens U/17-landshold, som vandt U/17 Europamesterskabet i 2017.

## Titler
Borussia Dortmund
- DFB-Pokal: 1 (2020-21)

Spanien U/17
- U/17 Europamesterskabet: 1 (2017)